# Maximilian Karl Friedrich Wilhelm Grävell
Maximilian Karl Friedrich Wilhelm Grävell, född 28 augusti 1781 i Belgard, död 29 september 1860 i Dresden, var en tysk politiker och jurist.
Grävell anställdes 1811 i preussisk statstjänst, men suspenderades 1818 och hade sedan flera i bokform av honom skildrade konflikter med regeringen, till dess han 1834 fick avsked med pension.
Han invaldes i Frankfurtparlamentet 1848 och anslöt sig där till yttersta högern. År 1849 presenterade han sitt politiska program i skriften Mein Glaubensbekenntniss, angehend den politischen Zustand Deutschlands (Min trosbekännelse angående det politiska tillståndet i Tyskland), uppdrog riksföreståndaren Johan av Österrike åt honom att bilda en ny regering med syfte att ena Tyskland. När Johan nedlade riksföreståndarskapet, drog Grävell sig tillbaka från det politiska livet.
Grävell fortsatte skriva om den tyska rätten genom flera arbeten, särskilt Praktischer Kommentar zur allgemeinen Gerichtsordnung für die preussischen Staaten (Praktisk kommentar till den allmänna rättsordningen i de preussiska staterna) i sex band, 1825-31.